# Коста Кроче (Фрозиноне)
Коста Кроче је насеље у Италији у округу Фрозиноне, региону Лацио.
Према процени из 2011. у насељу је живело 325 становника. Насеље се налази на надморској висини од 272 м.